# Casa delle Pareti Rosse
Die Casa delle Pareti Rosse (Haus der roten Wände) ist ein Wohnhaus in Pompeji (VIII 5, 37), das zunächst 1832 und dann weiter 1882 ausgegraben wurde. Es erhielt seinen modernen Namen von der Bemalung zweier Räume, die in vorwiegend roter Farbe gehalten ist.

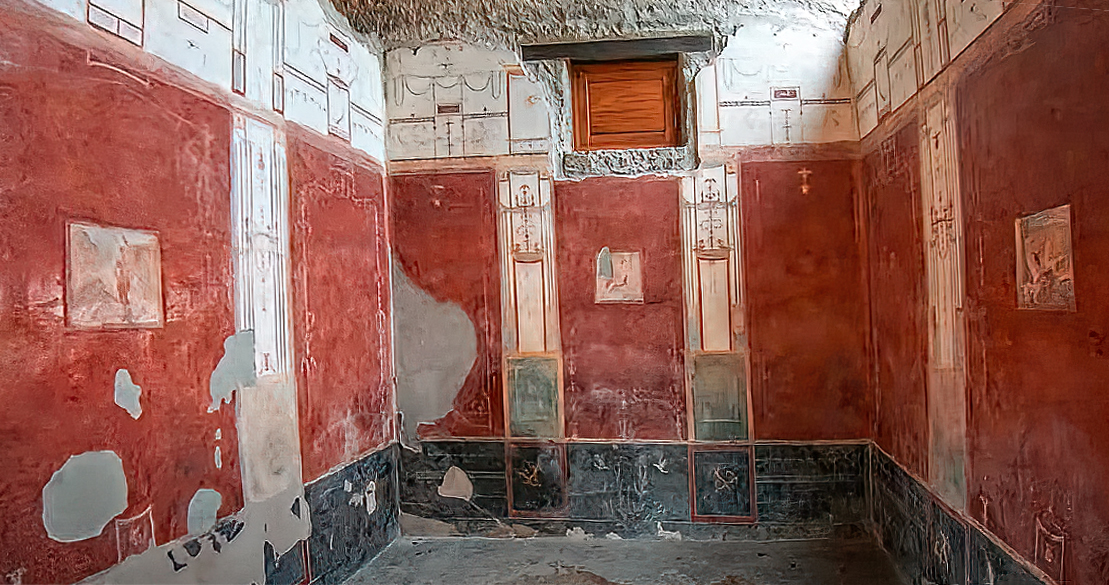
Raum mit rotgrundigen Wandmalereien

## Beschreibung
Das moderat große Haus besitzt ein Atrium, das direkt von der Straße aus betreten werden kann. Hinter dem Atrium befindet sich das Tablinum und dahinter ein kleiner Garten. Diverse Räume sind vor allem um das Atrium angeordnet. Zwei Räume des Hauses sind mit Malereien im 4. Stil ausgemalt, wobei diese Malereien vergleichsweise gut erhalten sind, obwohl viele Details seit der Ausgrabung verblasst sind. Gut erhalten ist auch das Lararium, das im Atrium steht. Die beiden bemalten Räume liegen links vom Atrium. Einer der Räume ist vollkommen rot ausgemalt und zeigt dabei die übliche Felderdekoration des 4. Stils. Die Malereien im anderen Raum sind ebenfalls rot, doch haben die Oberzone und Zwischenfelder einen weißen Hintergrund. Auf den Wänden beider Räume befinden sich Wandbilder. Lawrence Richardson Jr. schreibt einige dieser Wandbilder dem Io-Maler zu. Zu den Wandbildern gehören die Darstellung der Venus und des Mars, die Bestrafung des Marsyas (stark verblasst) oder des Apollon als Sieger mit einer Muse.
Das Lararium hat die Form einer Ädikula mit zwei Säulen. Das Hauptbild in der Mitte zeigt den Genius sowie links und rechts Laren. Das Tympanon der Ädikula ist mit Stuckleisten dekoriert, bei dem sich Gladiatorenwaffen gemalt fanden. Dies gab Anlass zur Vermutung, dass das Haus einst einem Gladiator gehörte. Im Lararium fanden sich sechs Bronzestatuetten. Sie befinden sich heute in Neapel, eine aber in Berlin. Im kleinen Garten des Hauses fanden sich diverse Statuen: Die Figur eines Löwen, ein Tigerkopf, die beide zu einem Brunnen gehören, die Brunnenfigur eines Delfins, ein Satyr und der Kopf einer Herme.
Teile des Hauses sind anscheinend als Hotel genutzt worden, wie Graffiti andeuten. Eines von ihnen lautet Wir pullerten ins Bett, ich gestehe es, wir machten einen Fehler, mein Gastgeber. Wenn du fragst, warum? Es gab kein Nachttopf! (CIL 4. 4957).

## Galerie

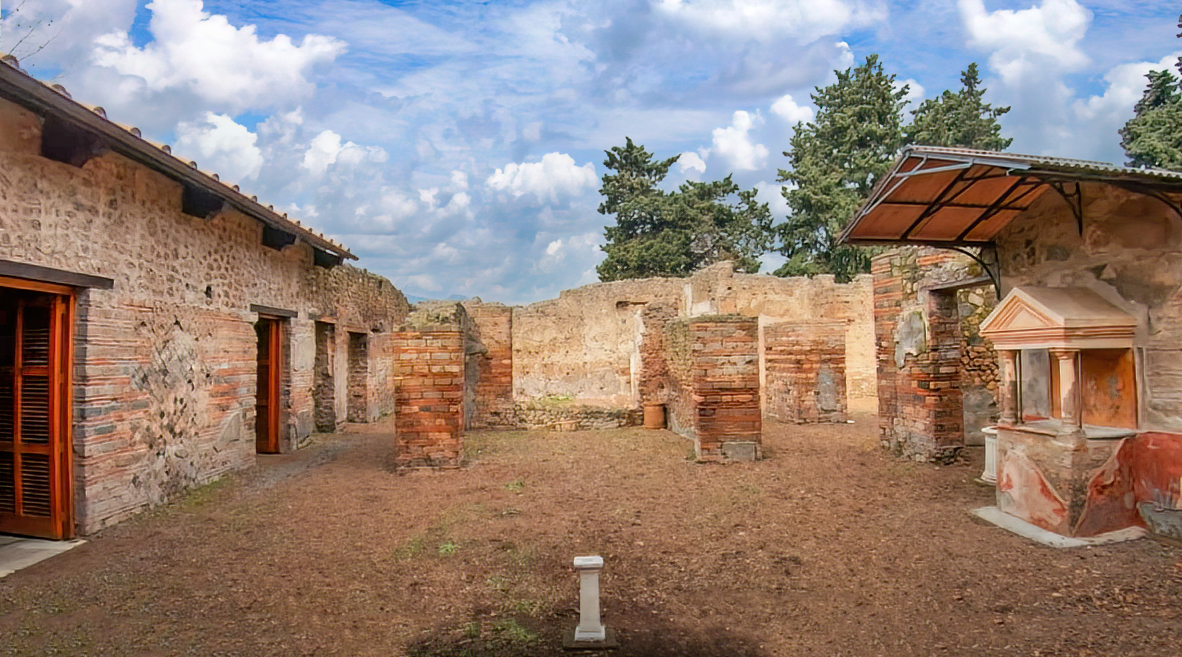
Das Atrium des Hauses
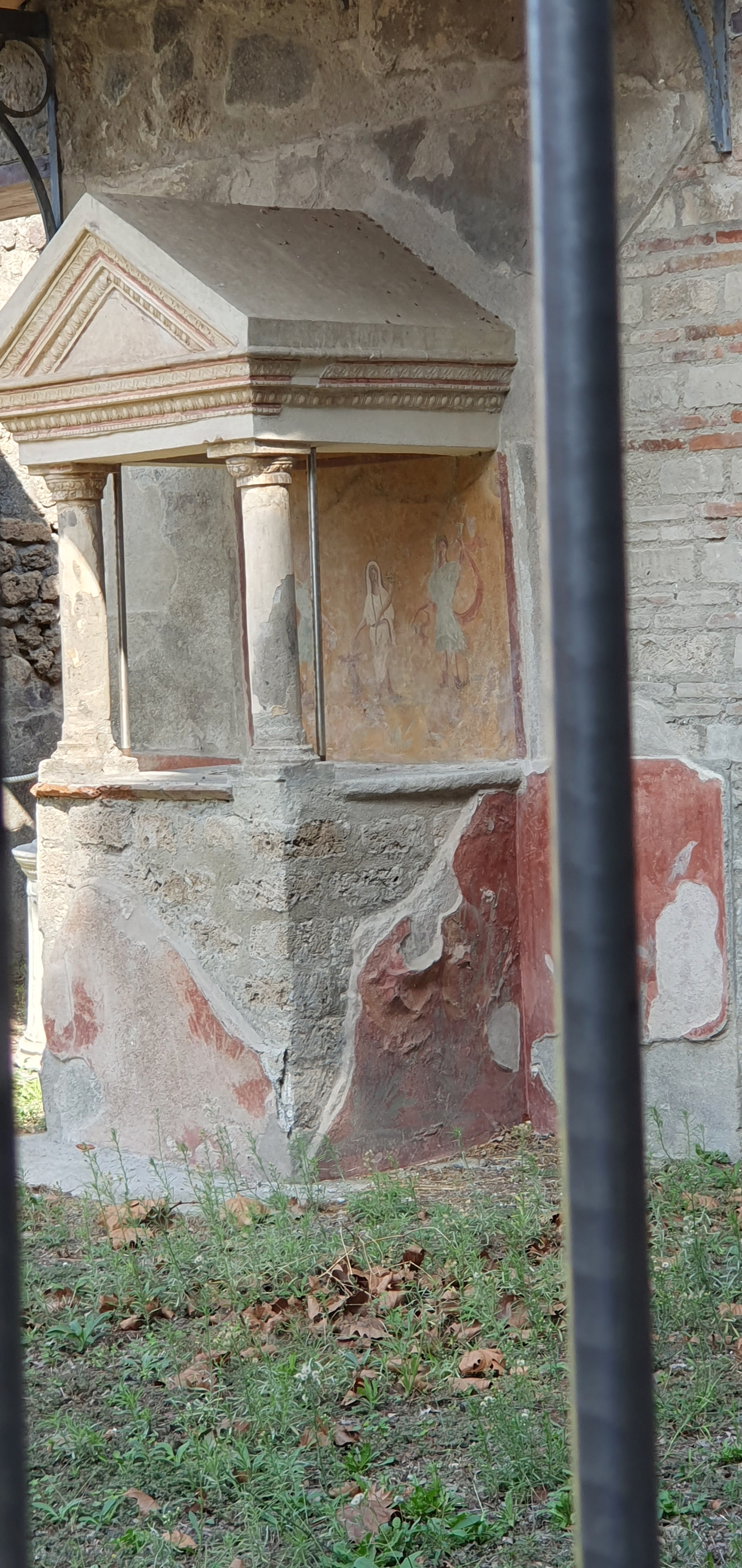
Das Lararium
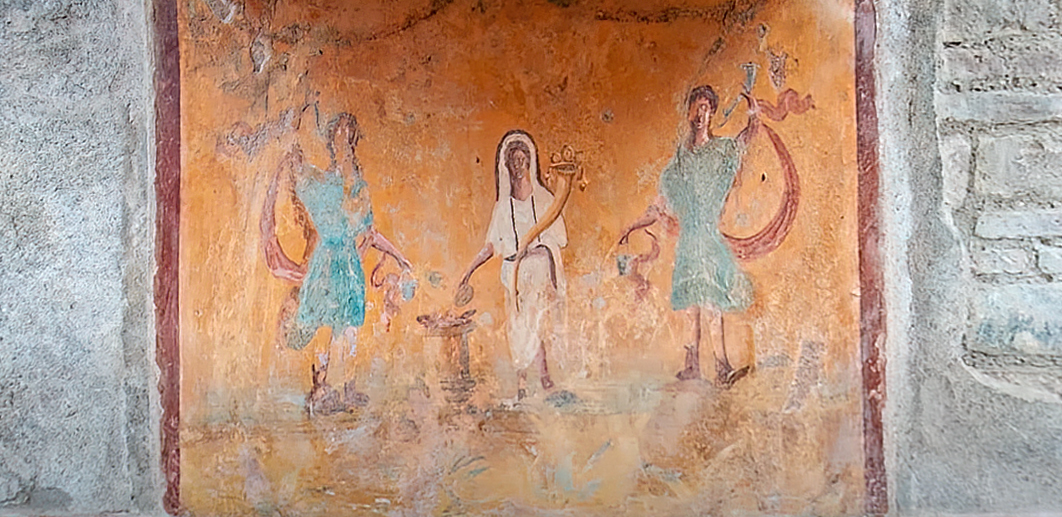
Gemalte Figuren im Lararium
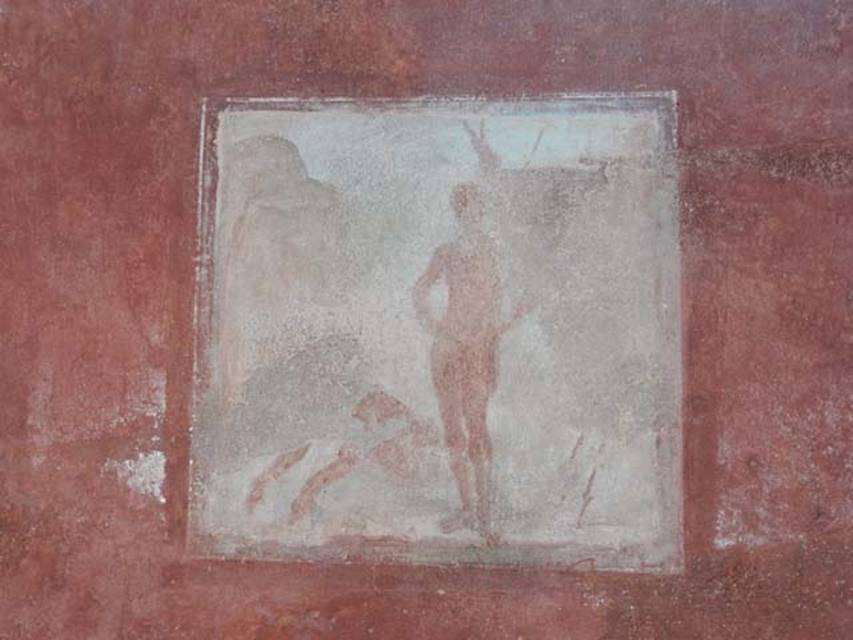
Wandgemälde, die Bestrafung des Marsyas
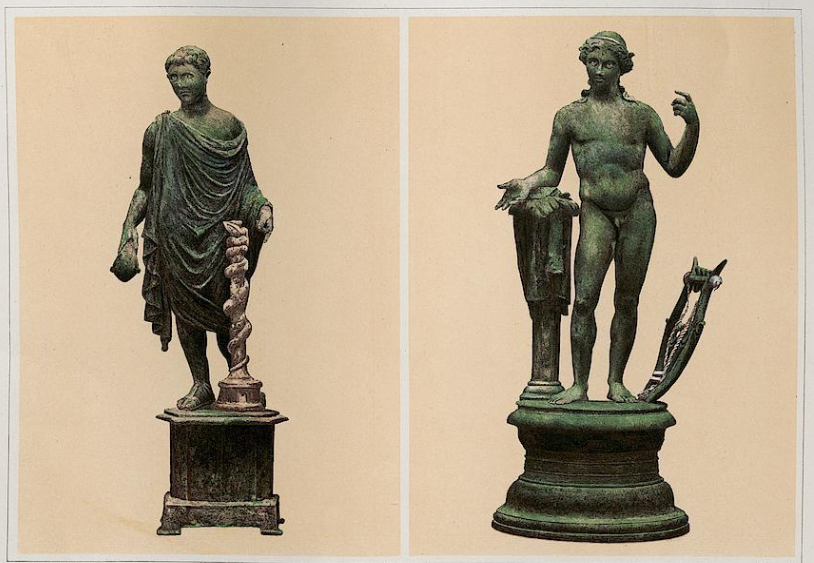
Zwei Statuetten aus dem Lararium